# Аграф (украшение)
Агра́ф (от старофр. agrafe — «зажим, скрепка, крючок») — застёжка в виде броши для причёсок, платьев.
Аграф обычно имел вид пластины, венка, розетки с крючком и петлёй. Иногда изготавливался из драгоценных металлов — золота, серебра с рельефным декором, чеканкой, эмалью. В отличие от античных фибул, средневековый аграф представлял собой не заколку, а застёжку, пряжку.
В Древней Руси аграф — это запон с драгоценными камнями, эмалями, филигранью. В дальнейшем такие застёжки стали использовать в качестве украшений головных уборов и других деталей костюма.
Аграф вошёл в обиход с XVIII века. При помощи аграфа крепили в причёсках перья, цветы, искусственные локоны, ленты к корсажу, скрепляли края накидки и т. д. Аграф мог быть брошью круглой или овальной формы с драгоценными камнями в золотой или серебряной оправе, а также бриллиантовой пряжкой (пряжки для башмаков XVIII века использовали в XIX веке в качестве аграфа).
Аграф принято считать только женским украшением, однако в XVIII веке его носили и мужчины. Аграф вернулся в моду в 1960-е, как украшение для причёсок.